# Бан Муанг
Бан Муанг (тайск. บานเมือง; умер в 1279 или 1280) — король Сукхотаи, древнего королевства на территории современного Таиланда. Сын первого правителя Сукхотаи Си Индрадитья, происходит из рода Пра Руанг.

## Имя
Имя Бан Муанг (тайск. บานเมือง) означает «тот, кто делает народ счастливым».
В Таиланде имя часто неправильно произносится как "บาลเมือง", что переводится как «тот, кто защищает народ».
Он был назван Ban (บาน) в манускрипте «Пу Кхун Чит Кхун Чот» (Манускрипт 45), созданный в 1935 BE (1392/93 н. э.).